# Asclepias syriaca

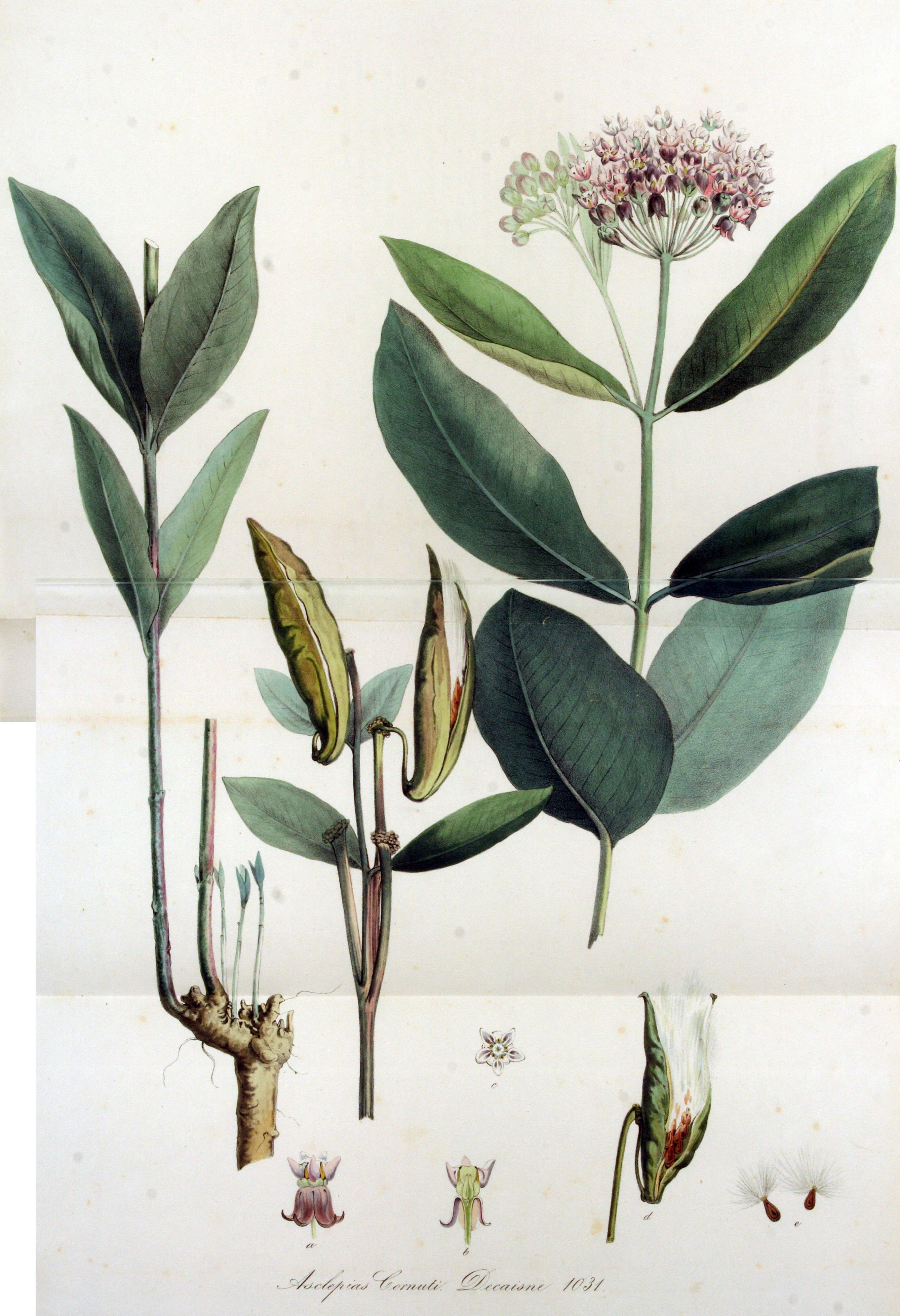
Ilustración en Flora batava, 1868

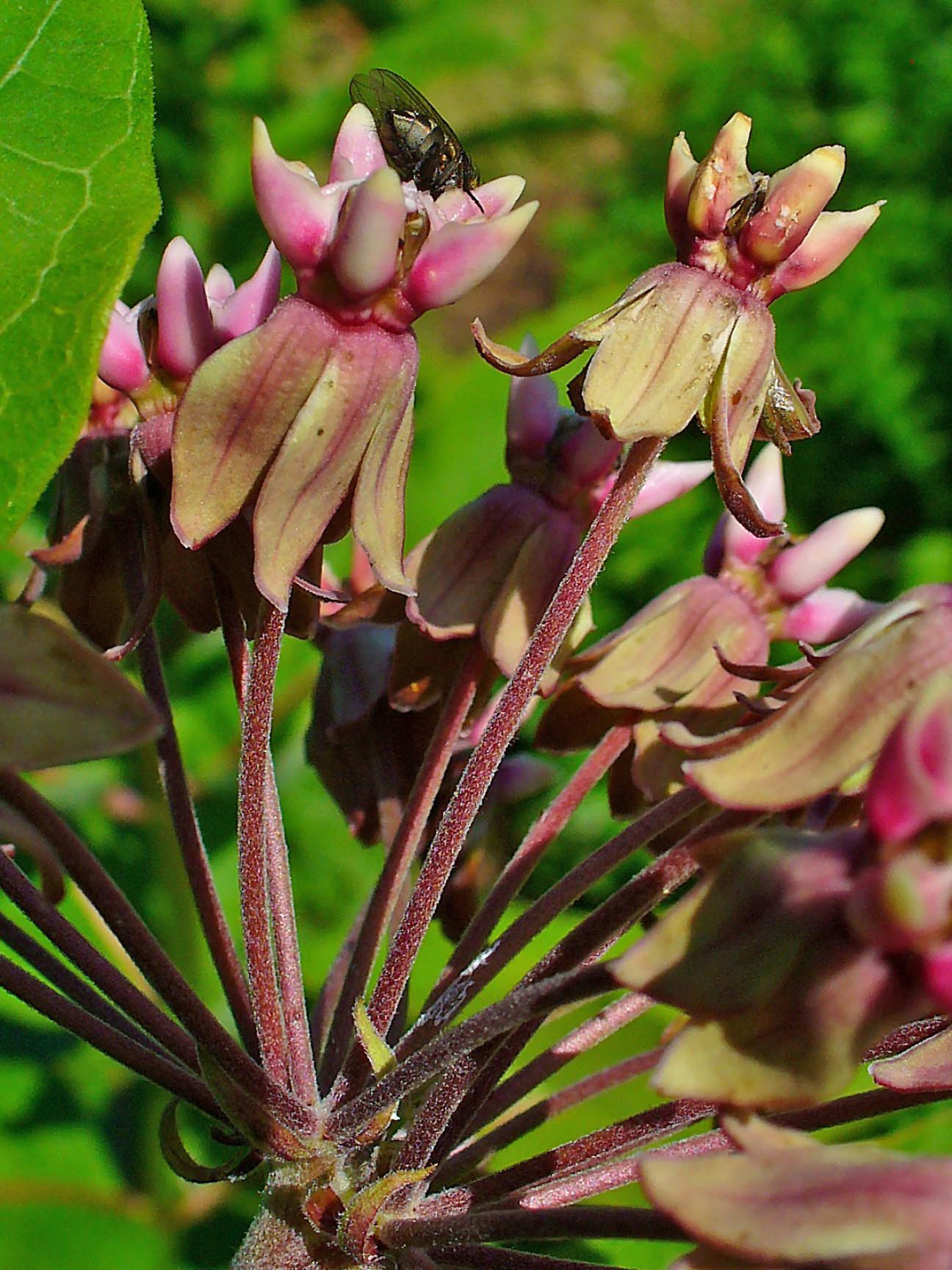
Inflorescencia

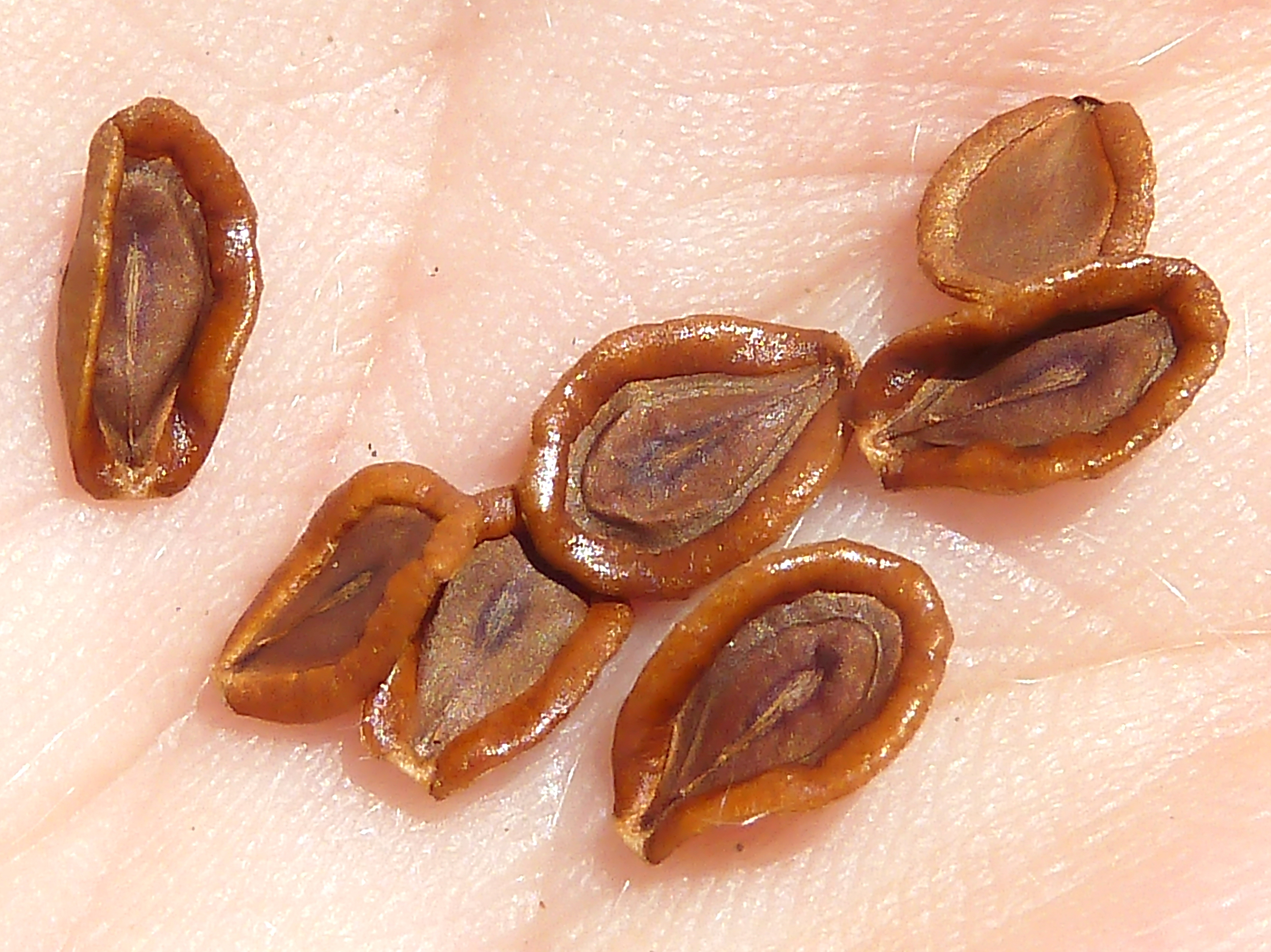
Semillas sueltas desprovistas de su vilano

El thlalayotl de México (Asclepias syriaca) es una especie de plantas de la familia de las apocináceas.  Fue una de las primeras especies de América del Norte descritas por Cornut en 1635, en Canadensium plantarum historia.  El epíteto fue reutilizado por Linnaeus, debido a la confusión de Cornut con una especie procedente de Asia Menor.

## Descripción
Es una planta herbácea perenne de hasta 1-2 m de altura que crece de un rizoma. El tallo y todas las partes de las plantas contienen un látex blanco que se vierte cuando se rompen.  Las hojas son opuestas, simples, amplias, aovado-lanceoladas de 7-25 cm de largo y  3-12 cm de ancho, por lo general con margen ondulado y una vena principal de color rojo. Tienen un corto pecíolo y un envés aterciopelado.
Las flores se agrupan en umbelas semiesféricas con numerosas flores en cada una. Las flores individuales son pequeñas, de 1-2 cm de diámetro, perfumadas, con cinco campanas cornadas. El polen no está suelto sino en masas llamadas polinias.  Los frutos tienen forma de vaina. Las semillas tienen pelos sedosos largos y blancos encontrándose en grandes folículos.

## Hábitat y distribución
Esta especie es nativa de la mayor parte de América del Norte al este de las Montañas Rocosas, con exclusión de las partes más secas de las praderas. Crece en suelos arenosos, arcillosos o rocoso-calcáreos y aprecia mucho la luz solar.
La deforestación debido a la colonización europea puede haber ampliado la gama y la densidad de la especie. La planta puede convertirse en invasora y, a menudo, actúa como una mala hierba. Se ha naturalizado en varias zonas fuera de su área de distribución, incluyendo Oregón y partes de Europa.

## Ecología
Las flores son visitadas por numerosas especies de insectos de varios órdenes diferentes. Liban el néctar; en general el polen no es accesible porque se encuentra en polinias. A veces resultan en pequeñas trampas para insectos, especialmente los de menor tamaño, que no pueden despegar de nuevo.
Algunos insectos viven de la planta, incluida la mariposa monarca (Danaus plexippus), los escarabajos (Tetraopes tetrophthalmus, el gorgojo de las asclepias (Rhyssomatus lineaticollis) y Labidomera clivicollis), las chinches de las asclepias (Oncopeltus fasciatus y Lygaeus kalmii) entre otros. Han desarrollado tolerancia a los efectos tóxicos de los glucósidos cardíacos y a su vez éstos les confieren protección contra depredadores. Estas especies son de colores llamativos: negro y rojo o negro y naranja anunciando su toxicidad a los depredadores que aprenden a evitar los insectos de tales colores, un fenómeno llamado aposematismo.

## Usos
El látex de la planta contiene grandes cantidades de glucósidos cardíacos, siendo las hojas y vainas tóxicas para las ovejas y otros mamíferos grandes, y posiblemente para los seres humanos (aunque tendrían que ser ingeridas en grandes cantidades). Los brotes y hojas jóvenes, los botones florales y frutos inmaduros son todos  comestibles, sin embargo, es importante asegurarse de que estén bien lavados y cocidos antes de comerlos, pues de otro modo son todavía tóxicos. 
Tanto la fibra como la seda han sido usadas históricamente por los indígenas americanos para cordeles y textiles. También usaban esta planta como alimento y medicina.
Se ha tratado en vano de aprovechar el látex. En cambio la seda puede usarse para relleno de colchones o almohadas y tiene potencial comercial. También la corteza interior de los tallos tiene potencial comercial como fibra y se está estudiando su posible uso.
Se ha usado en casos de neumonía y como diurético, emético y expectorante. Es venenosa, sobre todo el jugo lechoso que contiene el heterósido asclepiadina en medicina popular.

## Taxonomía
Asclepias syriaca fue descrita por  Linneo y publicado en Species Plantarum 1: 214. 1762.
Etimología
Asclepias: nombre genérico que Carlos Linneo nombró en honor de Esculapio (dios griego de la medicina), por las muchas aplicaciones medicinales que tiene la planta.
syriaca: epíteto geográfico latino que significa "de Siria".
Sinonimia
| - Asclepias intermedia Vail - Asclepias kansana Vail - Asclepias syriaca var. kansana (Vail) Palmer & Steyerm. - Asclepias apocinum Gaterau - Asclepias capitellata Raf. - Asclepias cornuti Decne. | - Asclepias fragrans Raf. - Asclepias globosa Stokes - Asclepias grandifolia Bertol. - Asclepias illinoensis Michx. ex Steud. - Asclepias pubescens Moench - Asclepias pubigera Dumort. - Asclepias serica Raf |